# Martin Smolka
Martin Smolka (* 11. srpna 1959 v Praze) je český soudobý hudební skladatel, syn muzikologa a skladatele Jaroslava Smolky.

## Život
Vystudoval skladbu na Hudební a taneční fakultě Akademie múzických umění. Kromě toho studoval soudobé hudební směry soukromě u skladatele Marka Kopelenta. V roce 1983 byl jedním ze zakladatelů hudebního souboru Agon, který se zaměřil na uvádění skladeb avantgardních hudebních směrů. Stal se jeho uměleckým vedoucím a klavíristou. Kromě klasického klavíru, hraje i na preparovaný klavír.
Od roku 2003 učí skladbu na Janáčkově akademii múzických umění v Brně.

## Dílo

### Opery
- Nagano (2001-3) – opera o třech dějstvích – české libreto Jaroslav Dušek, Martin Smolka
- Das schlaue Gretchen (2005) – opera pro dětského diváka – německé libreto Klaus Angermann (podle pohádky Jana Wericha Královna Koloběžka I.)
- Sezname, otevři se! Pocta Umbertu Ecovi (2014) – mluvená opera o pěti částech, libreto Jiří Adámek. Světová premiéra 26. června 2014, festival Dny nové opery Ostrava NODO 2014.[1]
- Bludiště seznamů. Šeptaná opera. (2016) - upravená verze díla Sezname, otevři se!, soubor Boca Loca Lab, režie Jiří Adámek, premiéra 27. červen 2016.[2]

### Vokální hudba
- Etudy pro Bambini (1992) - juvenilie pro dětský sbor Bambini di Praga
- Hudba hudbička [Music Sweet Music] (1985, rev. 1988) – pro soprán a komorní ansámbl
- A v sadech korálů, jež slabě zrůžověly [And In the Orchard of Corals, which turned Vaguely Rose] (1987) – pro mezzosoprán, klavír bez pianisty a live electronics
- Walden, the Distiller of Celestial Dews (2000) – anglický text Henry David Thoreau – pro smíšený sbor
- Houby a nebe [Mushrooms and Heaven] (2000) – český text Petr Pavel Fiala, Martin Smolka – pro alt 2 smyčcová kvarteta (příp. jedno kvarteto)
- Missa (2002) – 4 pěvci sólo a smyčcové kvarteto
- Touha stát se Kafkou (2004) – český a německý text Franz Kafka – 2 (studentské) sbory a nástroje
- Słone i smutne [Salt and Sad] (2006) – polský text Tadeusz Różewicz – pro smíšený sbor
- Haiku - žalm [Haiku - Psalm] (2007) – anglický text Žalm 104 - 3 mužské hlasy sólo, 3 trombony a 2 rezonanční klavíry
- Studies for choir (2008) - amatérský smíšený sbor
- Poema de balcones (2008) - španělský text Federico García Lorca - 2 smíšené sbory
- Psalmus 114 (2009) - pro smíšený sbor a orchestr
- Per divina bellezza (2010-2011) - italský text Petrarka & latinský text Veni sancte spiritus & Alma redemptoris mater - vokalní sextet
- Agnus Dei (2010-2011, rev. 2014) - pro dva smíšené sbory
- MARE + MARE = MARIA (2012-2013) - latinský text Bible a Hildegardy von Bingen - smíšený sbor a orchestr
- Annunciation (2014) - latinský text Bible a Loretánská litanie - smíšený sbor a orchestr
- Sacred Vessel (2014) - latinský text Bible - 3 smíšené sbory a orchestr

### Orchestrální hudba
- L' Orch pour l'orch (1990)
- Tři kusy pro přeladěný orchestr [Three Pieces for Retuned Orchestra] (1996)
- Nešť [Nest] (1999)
- Remix, Redream, Reflight (2000)
- Pozoruji oblaka [Observing the Clouds] (2001, rev. 2003)
- Tesknice [Nostalgia] (2003-4)
- Semplice (2006) – pro barokní a moderní orchestr
- Zátiší s tubami aneb Ticholapka [Still Life with Tubas or Silence Hiding] (2007)
- Blue Bells or Bell Blues (2010-2011)
- My My Country (2011-2012)

### Komorní hudba
- Slzy [Tears] (1983) – pro smyčcové trio
- Hudba pro přeladěné nástroje [Music for Retuned Instruments] (1988)
- Zvonění [Ringing] (1989) – pro bicí sólo
- Nokturno [Nocturne] (1989)
- Netopýr [The Flying Dog] (1990 a 1992) - 2 verze pro různá komorní obsazení
- Déšť, nějaké okno, střechy, komíny, holubi a tak..., a taky železniční mosty [Rain, a Window, Roofs, Chimneys, Pigeons and so... and Railway-Bridges, too] (1992)
- For Woody Allen (1993)
- Rent a Ricercar (1993 a 1995) - 2 verze pro různá komorní obsazení
- Rubato (1995) – pro housle a klavír
- Euforium [Euphorium] (1995-6) - 2 verze pro různá komorní obsazení
- Lullaby (1996-1997) – pro sólo trombón a ansámbl
- Osm kusů pro kytarové kvarteto [8 Pieces for Guitar Quartet] (1998)
- Autumn Thoughts (1998)
- Lieder ohne Worte und Passacaglia (1999)
- Like Those Nicéan Barks of Yore (1999) – pro trombón a live electronics
- Blue Note (2000) – pro 2 hráče na bicí
- Trois Morceaux en forme d’Eric Satie (2000-2001) – 2 klavíry (jeden z nich přeladěný o 1/10 tónu níž) a bicí
- Geigenlieder (2001) – německý text Christian Morgenstern, Bertolt Brecht – pro recitujícího houslistu a ansámbl
- Ach, mé milé c moll [Oh, my Admired C Minor] (2002)
- Pianissimo (2002, rev. 2006) – miniatura pro 4 trombóny nebo 4 saxofony
- Solitudo (2003)
- Adelheid (2003-2004) – pro flétnu sólo
- For a Buck [Za babku] (2004) – pro smyčcové kvarteto
- Hats in the Sky [Klobouky v oblacích] (2004) - hudba k němému filmu Hanse Richtera "Vormittagsspuk"
- Lamento metodico (2006) – pro akordeon sólo
- Frrr (2006-2007)
- Rush (2007)
- Haiku (2007) – pro cembalo
- Stínohra [Shadow Play] (2007) – miniatura pro 2 klavíry
- Die Seele auf dem Esel (2008)
- En tractant (2008) - hudba k němému filmu René Claira "Entr'acte"
- Rinzai a vodoměrky [Rinzai and Water Skaters] (2009)
- Hladina, mlha, vlhko, volavka, dálka [Lake, Mist, Herons, Remoteness] (2009) - pro saxofonové kvarteto
- Rinzai and St. Francis watch yellow autumn leaves floating down the river (2013) - pro smyčcový sextet

### Filmová hudba
- Vojtěch, řečený sirotek (1989) - rež. Zdeněk Tyc
- Nachové plachty (2001) - film dokumentární, rež. Miroslav Janek
- Sentiment (2003) - rež. Tomáš Hejtmánek
- Kousek nebe (2005) - rež. Petr Nikolaev
- Eden - Zlatá karta (2005) - rež. Petr Nikolaev
- Entr'acte (1924) - němý film, rež. René Clair
- Vormittagsspuk (1928) - němý film, rež. Hans Richter
- Der Puppenkavalier (2010) - Hudba k němému filmu Die Puppe (1919) od Ernsta Lubitsche